# Black Seeds of Vengeance
Black Seeds Of Vengeance é o segundo álbum de estúdio do Nile, lançado em 2000. É o primeiro álbum do Nile gravado com o guitarrista/vocalista Dallas Toler-Wade, e é o primeiro e único a ter Derek Roddy na bateria. Em 2020, a revista Metal Hammer o elegeu como um dos 20 melhores álbuns de metal de 2000.

## Faixas
Todas as canções compostas por Karl Sanders, exceto a 7 por Dallas Toler-Wade.
| N.º | Título                                                                    | Duração |  |
| 1.  | "Invocation Of The Gate Of Aat-Ankh-Es-En-Amenti"                         | 00:43   |  |
| 2.  | "Black Seeds Of Vengeance"                                                | 03:36   |  |
| 3.  | "Defiling The Gates Of Ishtar"                                            | 03:38   |  |
| 4.  | "The Black Flame"                                                         | 03:22   |  |
| 5.  | "Libation Unto The Shades Who Lurk In The Shadows Of The Temple Of Anhur" | 01:32   |  |
| 6.  | "Masturbating The War God"                                                | 05:41   |  |
| 7.  | "Multitude Of Foes"                                                       | 02:10   |  |
| 8.  | "Chapter For Transforming Into A Snake"                                   | 02:26   |  |
| 9.  | "Nas Akhu Khan She En Asbiu"                                              | 04:16   |  |
| 10. | "To Dream Of Ur"                                                          | 09:07   |  |
| 11. | "The Nameless City Of The Accursed"                                       | 02:51   |  |
| 12. | "Khetti Satha Shemsu"                                                     | 03:33   |  |

## Créditos
- Karl Sanders - vocal principal, guitarra
- Dallas Toler-Wade - guitarra, vocal
- Chief Spires - baixo, vocal
- Pete Hammoura - bateria (em "To Dream Of Ur"), vocal
- Derek Roddy - bateria, vocal